# Mravenec argentinský
Mravenec argentinský (Linepithema humile) je druh mravence pocházejícího původně z Argentiny, dnes invazně rozšířeného po celém světě. Patří mezi 100 nejhorších invazních druhů světa.
Pochází z argentinských pamp. Ve své původní vlasti si vytváří kolonie, kolem kterých si hájí své území i před mravenci téhož druhu z hnízda vzdáleného třeba jen stovky metrů. Podobně jako mravenec faraon, se ve 20. letech 20. století tento druh rozšířil ze své původní domoviny do Evropy a později na další kontinenty. V jižní Evropě v současnosti tento mravenec tvoří největší známou kolonii mravenců rozprostírající se v délce asi 6 tisíc kilometrů od atlantského pobřeží Španělska přes jižní Francii až po severní Itálii. Tvoří ji miliardy jedinců žijící v miliónech hnízd, kteří však na rozdíl od své původní pravlasti navzájem spolupracují. V severnějších oblastech Evropy žije především ve sklenících.
V roce 1990 dorazil druh také na Nový Zéland. Na boj s ním bylo později vyhrazeno asi 68 miliónů novozélandských dolarů ročně; v roce 2011 však bylo zjištěno, že stavy mravenců argentinských na Novém Zélandu výrazně klesají, a to bez přispění člověka. Bylo pozorováno, že kolonie na desítkách míst náhle vymírají. Odborníci vyslovili domněnku, že příčinou by mohla být malá genetická rozmanitost, v jejímž důsledku se mravenci stali málo odolní vůči nemocem.